# Conophthorus
Genre
Conophthorus est un genre d'insectes de l'ordre des coléoptères  et de la famille des Curculionidae

## Liste d'espèces
Selon Catalogue of Life (1 septembre 2014) :
- Conophthorus apachecae Hopkins, 1915
- Conophthorus banksianae McPherson, 1970
- Conophthorus cembroides Wood, 1971
- Conophthorus clunicus
- Conophthorus conicolens
- Conophthorus coniperda (Schwarz, 1895) - scolyte des cônes du pin blanc
- Conophthorus contortae (Hopkins, 1915) - scolyte des cônes du pin
- Conophthorus delriomorai
- Conophthorus echinatae Wood, 1978
- Conophthorus edulis Hopkins, 1915
- Conophthorus flexilis
- Conophthorus lambertianae
- Conophthorus mexicanus
- Conophthorus michoacanae
- Conophthorus monophyllae Hopkins, 1915
- Conophthorus monticolae
- Conophthorus ponderosae'' Hopkins, 1915 -  scolyte des cônes du pin
- Conophthorus radiatae Hopkins, 1915 - scolyte des cônes du pin de Monterey
- Conophthorus resinosae Hopkins, 1915 -  scolyte des cônes du pin rouge
- Conophthorus schwerdtfegeri
- Conophthorus scopulorum
- Conophthorus taedae
- Conophthorus teocotum
- Conophthorus terminalis
- Conophthorus virginianae

Selon ITIS (1 septembre 2014) :
- Conophthorus apachecae Hopkins, 1915
- Conophthorus banksianae McPherson, 1970
- Conophthorus cembroides Wood, 1971
- Conophthorus coniperda (Schwarz, 1895)
- Conophthorus echinatae Wood, 1978
- Conophthorus edulis Hopkins, 1915
- Conophthorus monophyllae Hopkins, 1915
- Conophthorus ponderosae Hopkins, 1915
- Conophthorus radiatae Hopkins, 1915
- Conophthorus resinosae Hopkins, 1915

Selon NCBI (1 septembre 2014) :
- Conophthorus apachecae
- Conophthorus conicolens
- Conophthorus coniperda
- Conophthorus echinatae
- Conophthorus edulis
- Conophthorus mexicanus
- Conophthorus michoacanae
- Conophthorus monophyllae
- Conophthorus ponderosae
- Conophthorus radiatae
- Conophthorus resinosae
- Conophthorus teocotum
- Conophthorus terminalis